# 判決 (小説)
『判決』（はんけつ、Das Urteil）は、フランツ・カフカの短編小説。1913年に年鑑誌『アルカディア』にて発表。その後1916年にクルト・ヴォルフ社より26頁のごく薄い本の形で刊行された。カフカが自身の作風を確立した作品とされている。

## あらすじ
主人公ゲオルク・ベンデマンは、父親の店で働く若い商人である。彼は2年前に母を亡くして以来、父親と2人で生活しており、現在はもっぱら彼が中心となって店を切り盛りしている。作品の冒頭では、彼は異国で生活する友人への手紙を書き上げたところである。友人は成功を求めてロシアのペテルブルクに移住したものの商売がうまく行っておらず、家業が成功しているゲオルクは彼との手紙のやり取りに迷うところがあった。一月前に恋人と婚約したことも手紙に書きそびれていたが、しかし今回はようやく決心し、長い手紙の最後に自分の婚約について記していた。
ゲオルクは手紙をポケットに入れると、父の部屋へ行き、婚約の知らせを手紙に書いたことを父に知らせる。しかし事情を聞いた父は、お前にはペテルブルクに友人などいないと言い張る。ゲオルクは父に友人のことを言い聞かせ、父の健康を気遣い自分の部屋のベッドへ運んでいく。しかしベッドに寝かされた父は突然憤激し、ゲオルクが女の色香に迷い、自分や友人をほったらかしにしていたことをなじる。そして自分はペテルブルクにいるゲオルクの友人をよく知っており、それどころか彼の代理人としてすべての事情を手紙で書き送っていたと言う。そして言い争いの末、父親がゲオルクに溺死を命じると、ゲオルクは家を飛び出し、父母を愛していたことを小声でつぶやきながら、橋の上から身を投げる。

## 執筆背景
この作品は1912年9月22日の深夜から翌日の早朝にかけて、一晩で一気呵成に書き上げられた。カフカはこれより一月前、のちに婚約者となるフェリーツェ・バウアーに初めて出会っており、この作品も彼女との出会いに触発されて書かれたものと見られている（作品冒頭に「フェリーツェ・Bへ」との献辞が付けられており、また作中の婚約者フリーダ・ブランデンフェルトもフェリーツェと同じF.B.のイニシャルを持つ）。また作中の父親像には父親ヘルマンに対するカフカの葛藤が色濃く表れている。
特に物語の後半より「夢の形式」とも言われるカフカの作風が初めてはっきりと現れており、この作品の執筆がカフカにとって文学的転機となった。「判決」執筆の直後、カフカは『失踪者』を改めて書き始め、11月から12月にかけて代表作『変身』を完成させている。

## 日本語訳
収録されている書籍名を記す。
- 本野亨一訳 『ある流刑地の話』角川文庫、1963年、改版1994年※
- 川崎芳隆・浦山光之訳 『変身 他四編』旺文社文庫、1973年
- 高安国世訳『変身・判決・断食芸人 ほか二編』講談社文庫、1978年
- 川村二郎・円子修平訳『カフカ全集 1 変身、流刑地にて』新潮社、1980年
  - 『決定版 カフカ短編集』 頭木弘樹編、新潮文庫、2024年※
- 池内紀訳 『カフカ短編集』 岩波文庫、1987年※
- 長谷川四郎訳 『カフカ傑作短篇集』福武文庫、1988年 - 改訂再刊(川村二郎解説)
- 池内紀訳 『カフカ小説全集4 変身 ほか』 白水社、2001年
  - 池内紀訳 『カフカ・コレクション 流刑地にて』 白水Uブックス、2006年
- 丘沢静也訳 『変身／掟の前で 他2編』 光文社古典新訳文庫、2007年※
- 柴田翔訳 『カフカ・セレクションⅡ』 ちくま文庫、2008年

※は電子書籍も刊